# Dobromyśl (Kamienna Góra)
Dobromyśl (deutsch Kindelsdorf) ist ein Ortsteil der Landgemeinde Kamienna Góra (Landeshut) im Powiat Kamiennogórski der Woiwodschaft Niederschlesien in Polen.

## Geographie
Dobromyśl liegt im Waldenburger Bergland drei Kilometer nordöstlich von Chełmsko Śląskie (Schömberg). Nachbarorte sind Kochanów (Trautliebersdorf) im Osten, Mieroszów (Friedland) im Südosten, Chełmsko Śląskie im Südwesten sowie Gorzeszów (Görtelsdorf) und Krzeszów (Grüssau) im Nordwesten. Südlich verläuft die Landesgrenze zu Tschechien, südöstlich liegt der Grenzübergang Mieroszów – Meziměstí (Halbstadt).

## Geschichte
Die erste urkundliche Erwähnung von Kindelsdorf stammt aus dem Jahr 1289, als der böhmische König Wenzel II. Kindelsdorf zusammen mit den Dörfern Königshan, Trautliebersdorf, Michelsdorf und der Stadt Schömberg dem Herzog Bolko I. von Schweidnitz-Jauer schenkte. 1332 war das „wüste Dorf Kindisdorf“ im Besitz des Frizco von Tannenberg, der es in jenem Jahr für 14 Mark dem Grüssauer Abt Heinrich II. verkaufte. Für das Jahr 1350 ist Kindelsdorf in einer Aufzählung der zum böhmischen Burgbezirk der Freudenburg gehörenden Ortschaften enthalten, mit dem es um 1359 wiederum an das Herzogtum Schweidnitz gelangte. Zusammen mit diesem fiel es nach dem Tod des Herzogs Bolko II. 1368 erbrechtlich an Böhmen, wobei dessen Witwe Agnes von Habsburg ein lebenslanger Nießbrauch zustand.
Mit einem Vertrag von 1545 verkaufte der Grüssauer Abt Johannes V. dem Glasmeister Christoph Friedrich und seiner Ehefrau Barbara eine Glashütte in Kindelsdorf. Da bereits Friedrichs Vorfahren die Glashütte betrieben haben, kann ihre Gründung in das 15. Jahrhundert datiert werden. Die Gegend von Kindelsdorf verfügte damals über reiche Waldvorräte und reinen Quarzsand, wodurch die wichtigsten Voraussetzungen für den Betrieb einer Glashütte gegeben waren. Neben einfachem Glas stellte die Hütte auch Hohlglas für fürstliche Tafeln her, das unter anderem an den Breslauer Bischof Andreas von Jerin geliefert wurde. Nach Christoph Friedrichs Tod 1592 übernahm dessen Sohn Adam die Hütte und verkaufte sie um 1600 an Martin Jakob. Von diesem ging sie an die Glasmacherfamilie Schürer über. Für das Jahr 1616 ist Kaspar II. Schürer „von Waldheimb“ nachgewiesen, der 1622 als „Edler Herr zu Kindelsdorf“ bezeichnet wird. Nach dessen Tod 1626 verkaufte seine Witwe das wegen des Dreißigjährigen Kriegs heruntergekommene Hüttengut 1632 dem Grüssauer Kloster. Aus Holzmangel konnte der Betrieb der Hütte nicht fortgesetzt werden. An der Stelle des Hüttenguts wurde ein dem Kloster gehörendes Vorwerk mit Schäfereibetrieb errichtet.
Nach dem Ersten Schlesischen Krieg fiel Kindelsdorf 1742 zusammen mit Schlesien an Preußen. Nach der Neugliederung Preußens gehörte es ab 1815 zur Provinz Schlesien und war ab 1816 dem Landkreis Landeshut eingegliedert, mit dem es bis 1945 verbunden blieb. Es bildete eine eigene Landgemeinde und gehörte zum Amtsbezirk Trautliebersdorf. 1939 lebten 213 Einwohner in Kindelsdorf.
Als Folge des Zweiten Weltkriegs fiel Kindelsdorf 1945 wie fast ganz Schlesien an Polen und wurde zunächst in Milowice und 1947 in Dobromyśl umbenannt. Die deutsche Bevölkerung wurde vertrieben. Die neu angesiedelten Bewohner waren teilweise Zwangsumgesiedelte aus Ostpolen, das an die Sowjetunion gefallen war. 1975–1998 gehörte Dobromyśl zur Woiwodschaft Jelenia Góra (deutsch Hirschberg).